# San Andrés de las Malezas (título cardenalicio)
San Andrés de las Malezas es un título cardenalicio de la Iglesia Católica. Fue instituido por el papa Juan XXIII en 1960 con la constitución apostólica Cum nobis.

## Titulares
- Paolo Marella (31 de marzo de 1960 - 15 de marzo de 1972)
- Joseph Marie Anthony Cordeiro (5 de marzo de 1973 - 11 de febrero de 1994)
- Thomas Joseph Winning (26 de noviembre de 1994 - 17 de junio de 2001)
- Ennio Antonelli, (21 de octubre de 2003)